# Phidippus whitmani
Phidippus whitmani este o specie de păianjen din familia Salticidae.

## Descrierea
Partea dorsală a corpului masculului este roșie, anterior în zona ochilor este o regiune neagră, perișorii de pe picioare sunt albe, iar femela are o culoare maronie. Această specie, împreună cu late din acest gen, imite viespele din familia Mutillidae. 

## Răspândire
Phidippus whitmani se întâlnește în SUA și Canada.

## Etimologie
Specia a fost numită în cinstea poetului Walt Whitman.